# Warteküppeltunnel
Der Warteküppeltunnel ist ein 835 m langer Eisenbahntunnel der Schnellfahrstrecke Hannover–Würzburg südwestlich der hessischen Marktgemeinde Niederaula.
Das Bauwerk nimmt zwei Gleise mit einem Schotter-Oberbau auf, die mit 250 km/h befahren werden können.

## Verlauf
Das Bauwerk liegt zwischen den Streckenkilometern 204,930 und 205,765. Die Trasse beschreibt in südlicher Richtung eine Linkskurve.
Die Gradiente fällt nach Süden ab. Die größte Überdeckung beträgt rund 75 m.
Nördlich schließt sich die Hattenbach-Talbrücke an, südlich die Fuldatalbrücke Solms.

## Geschichte
Während der Planungs- und Bauphase lag das Bauwerk im Planungsabschnitt 15 des Mittelabschnitts der Neubaustrecke.
1984 lag die geplante Länge bei 805 m. Die Baukosten wurden mit 24,1 Millionen DM kalkuliert. Die Bauausführung sollte zwischen Juli 1984 und Januar 1986 erfolgen.
Die beiden Portalbereiche wurden in offener Bauweise errichtet.